# Marcin Stefański
Pour les articles homonymes, voir Stefański.
Marcin Stefański, né le 24 février 1983 à Gliwice, en Pologne, est un joueur polonais de basket-ball. Il évolue au poste d'ailier fort. 